# Zofia Niesiołowska-Rothertowa
Zofia Niesiołowska-Rothertowa (ur. 18 listopada 1903 w Wargawce, pow. łęczycki, zm. 18 czerwca 1959 w Warszawie) – autorka wielu rozpraw naukowych z dziedziny historii sztuki i literatury, muzeolog, nauczycielka, aktywna członkini Towarzystwa Literackiego im. Adama Mickiewicza

## Lata przed wybuchem II wojny światowej
Zofia Salomea Niesiołowska była córką Mirona Niesiołowskiego h. Korzbok (1868–1940), ziemianina, pracownika Ministerstwa Rolnictwa, i Ewy z Węglińskich (1876–1960). Po ukończeniu warszawskiej szkoły żeńskiej Zofii Sierpińskiej (1922) rozpoczęła studia w Uniwersytecie Warszawskim. Jej nauczycielami byli m.in. Józef Ujejski (filologia polska) i Zygmunt Batowski (historia sztuki).
W 1923 roku wyszła za mąż za inż. Bolesława Rotherta (1894–1952).
Zofia Niesiołowska-Rothertowa pracowała w latach 1925–1928 jako nauczycielka-polonistka w prywatnej żeńskiej szkole przy ul. Wiejskiej, prowadzonej przez Jadwigę Kowalczykównę i Jadwigę Jawurkównę, po czym skoncentrowała się na pracy naukowej. Wykonała pracę doktorską nt. „Analiza artystyczna twórczości Kornela Ujejskiego” i otrzymała stopień doktora filozofii (1930). W latach 1930–1931 studiowała pedagogikę. Zdała w roku 1932 egzamin państwowy, uprawniający do nauczania w państwowych szkołach średnich, i podjęła pracę w Seminarium dla Ochroniarek Leokadii Turzańskiej (1931–1932). Wykładała też historię sztuki na Uniwersytecie dla Dorosłych. W roku 1934 wróciła do pracy w szkole Kowalczykówny i Jawurkówny. Poza pracą pedagogiczną pisała artykuły krytyczne i eseje dot. historii sztuki, wygłaszała odczyty i pogadanki radiowe. Działała w Towarzystwie Opieki nad Zabytkami Przeszłości i Klubie Literackim i Naukowym.

## Okres II wojny światowej
W roku 1939, przed wybuchem II wojny światowej, ukończyła kurs ratownictwa sanitarnego – była sanitariuszką w szpitalu Czerwonego Krzyża w czasie obrony Warszawy. W latach okupacji niemieckiej nadal – do chwili wybuchu powstania warszawskiego – pracowała w szkole J. Kowalczykówny, prowadziła tajne komplety (gimnazjalne i uniwersyteckie) i działała w Armii Krajowej, m.in. uczestnicząc w kolportażu prasy podziemnej.
W czasie powstania Niesiołowska-Rothertowa (ps. „doktor Zofia”) kierowała patrolem sanitarnym 3 kompanii II Rejonie Obwodu I AK (Śródmieście południowo-wschodnie). Za udział w powstaniu została odznaczona Krzyżem Walecznych.
Po upadku powstania należała do personelu szpitala AK (kierowanego przez Stanisława Zameckiego), który został ewakuowany do Zalesia Dolnego. Uczestniczyła w działaniach zespołów Stanisława Lorentza (grudzień 1944) i Wacława Borowego (styczeń–luty 1945), ratujących księgozbiory warszawskich bibliotek, m.in. Biblioteki UW.

## Okres powojenny
Po zakończeniu wojny Zofia Niesiołowska-Rothertowa nadal uczestniczyła w zabezpieczaniu zbiorów Biblioteki UW i księgozbiorów prywatnych, a następnie była:
- pracownicą biblioteki Państwowego Instytutu Historii Sztuki i uczestniczką reaktywacji Muzeum Narodowego (listopad 1945 – październik 1947),
- kierowniczką Biblioteki tego Muzeum (listopad 1947 – sierpień 1954),
- kustoszką Muzeum Mickiewicza i Słowackiego w Warszawie (później – Muzeum Literatury im. Adama Mickiewicza w Warszawie[7]; sierpień 1954 – marzec 1957)
- pracownicą Państwowego Instytutu Sztuki (później – Instytut Sztuki PAN; od kwietnia 1957 roku do końca życia).

W Zakładzie Historii Sztuki XIX i XX wieku Instytutu Sztuki współredagowała „Słownik Artystów Polskich” (osobiście opracowując wiele spośród drukowanych biogramów) i współpracowała z wydawcami Polskiego Słownika Biograficznego. W ramach działalności w Związku Historyków Sztuki uczestniczyła w popularyzacji zagadnień historii sztuki (odczyty na terenie Warszawy). Była też członkinią Towarzystwa Literackiego im. Adama Mickiewicza. 19 stycznia 1955 na wniosek Ministra Kultury i Sztuki została odznaczona Medalem 10-lecia Polski Ludowej.
Zmarła w Warszawie, pochowana na cmentarzu Powązkowskim (kwatera 152-1-1).

## Publikacje
Dorobek naukowy Zofii Niesiołowskiej-Rothertowej obejmuje ok. 50 opracowań. W okresie międzywojennym prace były publikowane m.in. w miesięczniku „Arkady”, „Wiadomościach Literackich”, „Grafice”, „Kobiecie Współczesnej”. W czasie okupacji niemieckiej Zofia Niesiołowska-Rothertowa wydała pod pseudonimem M. Korzbok antologię „Warszawa” (wyd. konspiracyjny Ludowy Instytut Oświaty i Kultury, rok 1943).
Po wojnie artykuły Niesiołowskiej-Rothertowej ukazywały się m.in. w „Biuletynie Historii Sztuki”, „Przeglądzie Kulturalnym”, „Twórczości”, „Skarpie Warszawskiej”, „Dziś i Jutro”, „Tygodniku Powszechnym”, „Ruch Literacki”, „Glossy” (1939, studium o Felicji Kruszewskiej). Wydawnictwa książkowe reprezentują np.:
- „Od Kochanowskiego do Staffa, antologia liryki polskiej”. Wacław Borowy, Zofia Niesiołowska-Rothertowa (wyd. III 1958)
- „Sztuka sakralna w Polsce. Malarstwo”, T. Dobrzeniecki, J. Ruszczycówna, Z. Niesiołowska-Rothertowa, Ars Christiana, Uniwersytet Michigan, Warszawa 1958 (w formie cyfrowej: 2007)
- „Portret Tomasza Zamoyskiego na tle ksiąg: próba interpretacji”, Zofia Niesiołowska-Rothertowa, Wyd. Muzeum Narodowe, 1957
- „Dziecko w malarstwie polskim”, Zofia Niesiołowska-Rothertowa, Wyd. Sztuka, 1956

## Wspomnienia
Jadwiga Cierniak, uczennica Zofii Niesiołowskiej-Rothertowej w okresie przedwojennym (absolwentka z czasów okupacji), wspominając swoją nauczycielkę napisała:

Wniosła do klasy jakąś inną, niecodzienną atmosferę. Czuło się, że jest w świecie literatury w swoisty sposób zadomowiona, że porusza się po nim z wielką swobodą. Literatura nagle przestała być literaturą, a stała się czymś bardzo związanym z życiem. Nie miałyśmy wtedy więcej niż czternaście, piętnaście lat i można powiedzieć, że pojawienie się jej w naszej klasie było czymś przełomowym...

Autorka utrzymywała bliski kontakt Zofią Niesiołowską-Rothertową do końca jej życia. Swoje wspomnienia tak podsumowała:

Cóż jeszcze mogę powiedzieć? – Że w jej życiu był jakiś królewski rozmach. Że odważnie nim szafowała – czynna w konspiracji, odznaczona Krzyżem Walecznych w Powstaniu Warszawskim – jeśli angażująca się, to do końca, z pełną konsekwencją. Niesłychanie żywa intelektualnie, czynna w organizowaniu tajnego uniwersytetu, [...], doskonały prelegent, wytrawny organizator wystaw. Chociaż nieraz źle ubrana, w wytartym płaszczu i rozpadających się butach – zawsze wytworna.